# Thomas Nelson junior
Pour les articles homonymes, voir Nelson.
Thomas Nelson Junior (26 décembre 1738–4 janvier 1789) est un soldat et homme d'État américain de Yorktown en Virginie. Il représenta la Virginie au Congrès continental et devint son gouverneur en 1781. Il est considéré comme l'un des pères fondateurs des États-Unis, car il a signé la Déclaration d'indépendance des États-Unis comme membre de la délégation de la Virginie.

## Biographie
Thomas Jr. est le petit-fils de Thomas Nelson, un immigrant venu d'Écosse qui fut un des premiers pionniers. Son père, William Nelson fut l'un des dirigeants de la colonie, et a servi brièvement comme gouverneur. Thomas est né à Yorktown, et comme beaucoup d'habitants de la Virginie de son époque, a été éduqué en Angleterre. Il intègre Eton avant d'entrer à Trinity College (Cambridge). Il est diplômé en 1760 et retourne chez lui dans les années suivantes.
Pour Thomas Balch, il fit preuve pendant la bataille de Yorktown d'un dévouement, d'un courage, d'une abnégation et d'un respect pour les lois qui sont restés célèbres. Il déploya une bravoure et un zèle peu communs, à la tête de ses milices. Il les paya de ses deniers en hypothéquant ses propriétés. 
En outre, après avoir fait camper l'armée alliée au milieu de ses récoltes et après avoir dirigé le tir de l'artillerie sur les maisons d'York dont les plus belles, derrière les ouvrages de l'ennemi, appartenaient à lui et à sa famille, il ne prétendit à aucun dédommagement pour les pertes qu'il avait éprouvées. Bien plus, comme il avait besoin de moyens de transport pour faire arriver plus promptement les vivres et l'artillerie de siège, il mit en réquisition quelques voitures et quelques chevaux du pays, mais ce furent ceux de ses fermiers et ses plus beaux attelages personnels qu'il prit tout d'abord. 
On lui fit pourtant un crime de cet acte, que l'on qualifiait d'arbitraire, et il fut cité devant l'Assemblée législative. Il n'hésita pas à se démettre de ses fonctions de gouverneur pour venir se disculper devant ses concitoyens, et tout en rendant compte de sa conduite, il put justement défier qui que ce fût d'avoir plus contribué que lui, de ses biens et de sa fortune, au succès de cette importante campagne. 
Il fut acquitté avec éloges ; mais il ne voulut pas reprendre son gouvernement, qu'il laissa à M. Harrison. L'amitié de George Washington et les témoignages d'estime que Rochambeau vint lui donner dans sa retraite durent le consoler un peu de l'ingratitude de ses concitoyens.